# Kazimierz Dunaj
Kazimierz Dunaj (ur. 4 marca 1940 w Pomigaczach) – polski działacz partyjny i państwowy, dyplomata, wojewoda białostocki (1981–1986).
Pochodzi ze wsi Pomigacze. Posiada wykształcenie wyższe inżynierskie. Od 1960 należał do Związku Młodzieży Wiejskiej. Od 1 listopada 1962 do marca 1969 był wiceprzewodniczącym jego zarządu wojewódzkiego w Białymstoku, od października 1962 do grudnia 1967 sekretarzem Wojewódzkiej Rady Przysposobienia Rolniczego przy Zarządzie Wojewódzkim ZMW. Od 1964 należał do Zjednoczonego Stronnictwa Ludowego. Od 1974 do 1978 wiceprzewodniczący Wojewódzkiego Komitetu Frontu Jedności Narodu w Białymstoku. Od 15 marca 1976 do 15 kwietnia 1980 wiceprezes Zarządu Wojewódzkiego Związku Spółdzielni Rolniczych „Samopomoc Chłopska”.
W 1980 mianowany wojewodą białostockim w miejsce Zygmunta Sprychy, funkcję objął 1 stycznia 1981. W trakcie stanu wojennego znalazł się w składzie Wojewódzkiego Komitetu Obrony. 15 grudnia 1986 roku zastąpił go na stanowisku Marian Gała. Od czerwca 1989 do grudnia 1990 konsul generalny RP w Mińsku.